# Lasconotus pusillus
Lasconotus pusillus är en skalbaggsart som beskrevs av Leconte 1863. Lasconotus pusillus ingår i släktet Lasconotus och familjen barkbaggar. Inga underarter finns listade i Catalogue of Life.